# Madonna di Montecastello

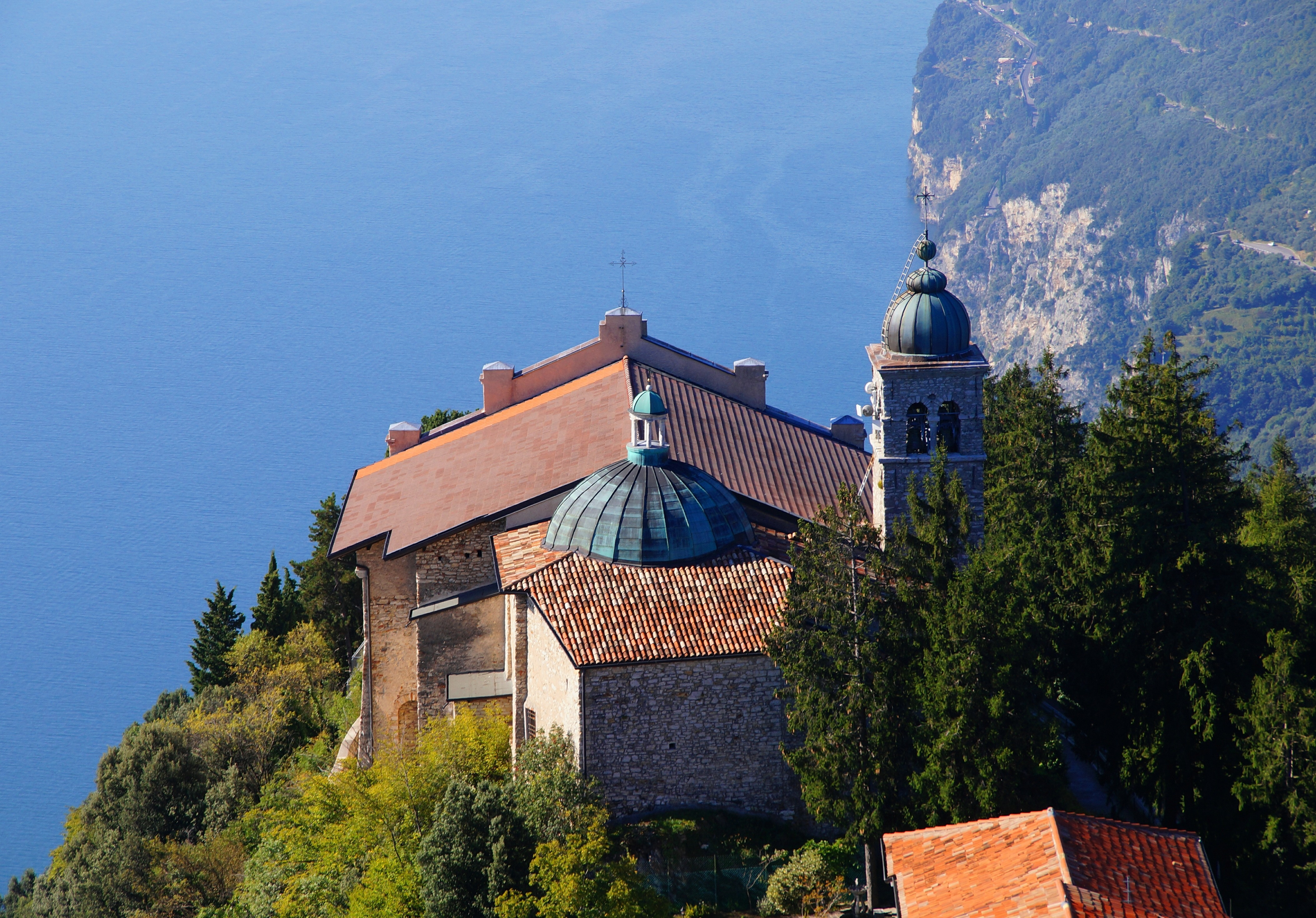
Blick auf die Madonna di Montecastello

Madonna di Montecastello ist eine italienische Wallfahrtskirche im Gemeindegebiet von Tignale an der westlichen Seite des Gardasees in der Provinz Brescia, Region Lombardei.

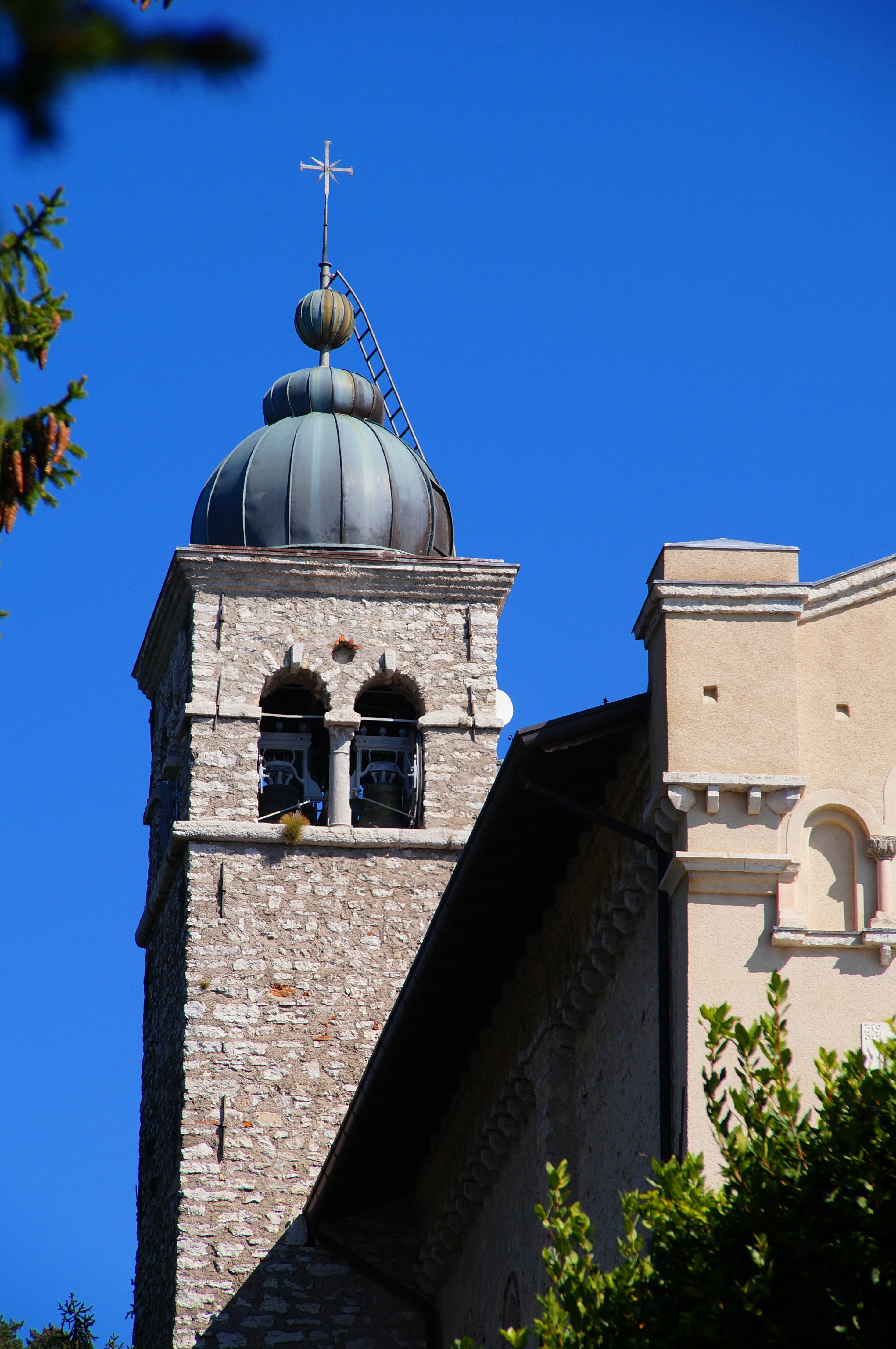
Blick auf den Kirchturm

## Geographie

### Geographische Lage
Die Madonna di Montecastello liegt auf einer Höhe von etwa 650 m auf einer Hochebene bzw. dem Berg Monte Castello oder Montecastello in der Gemeinde Tignale am Westufer zwischen Gargnano und Limone sul Garda.
|              | Prabione (Tignale) 1,3 km                   | Campione del Garda 2 km |
| Tignale 1 km | Kompassrose, die auf Nachbargemeinden zeigt |                         |
|              |                                             |                         |

### Verkehrsanbindung
Die Wallfahrtskirche ist über eine schmale Zufahrtsstraße mit der Provinzstraße SP 38 an Tignale und Prabione angebunden. Mit einem kleinen Auto ist möglich, über eine kurvige Straße mit bis zu 28 % Steigung auf einen Parkplatz vor die Kirche zu fahren. 

### Flora
Die Flora des Monte Castello ist überwiegend geprägt von Bäumen wie Esskastanien, Buchen, Steineichen, und Nadelhölzern.

### Geologie
Die geologische Umgebung der Wallfahrtskirche besteht aus festem Gestein und ist am Rand auf etwa 600–700 m steil abfallend.

## Geschichte
Erbaut wurde die Kirche im 17. Jahrhundert auf der Ruine einer Burg bzw. Tempelanlage, deren Existenz durch Ausgrabungen auf das 9. Jahrhundert datiert wurde.
Dokumente von Papst Urban III. beschreiben die Erscheinung der Mutter Gottes in Form eines hellen Sternes während eines Kampfs zwischen Brescianern und Trentinern, um den Kampf zu beenden.

### Kreuzgang
Unmittelbar hinter der Kirche befindet sich ein Kreuzgang.

## Wanderwege

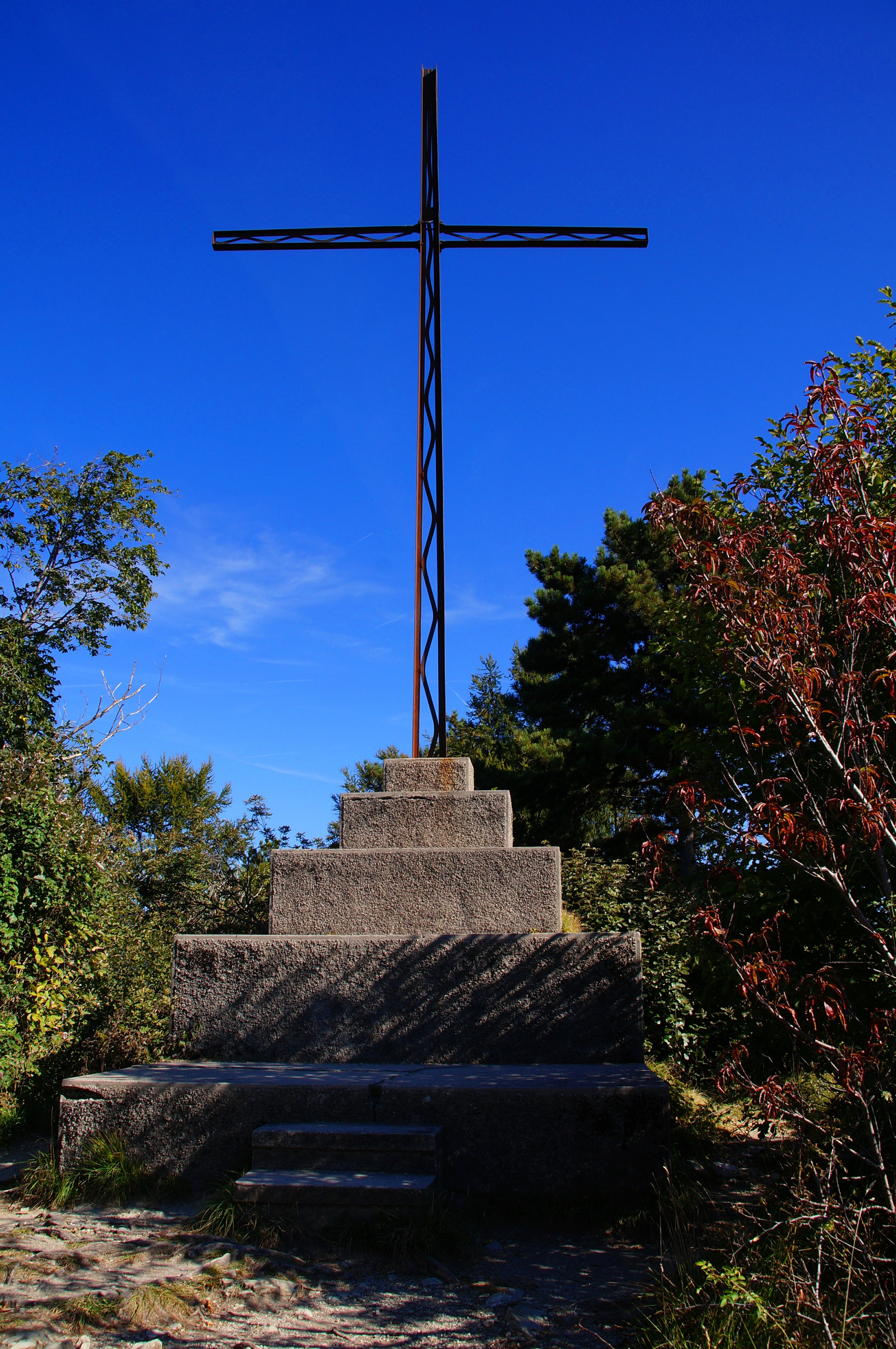
Das Gipfelkreuz auf dem Monte Castello

Hinter der Kirche befindet sich ein ausgeschilderter Wanderweg, durch den man in etwa 20 Minuten den Gipfel des Berges Monte Castello mit dem Gipfelkreuz erreichen kann. Von dort aus hat man einen exzellenten Blick auf das Ostufer und den Monte Baldo gegenüber dem See.
Des Weiteren ist es möglich auf einen steilen und steinigen Pfad den Berg hinunter zur Stadt Campione del Garda herabzusteigen.

## Wandgemälde
Im Inneren der Kirche befindet sich das Fresko „l’Incoronazione della Vergine“ („Krönung der Jungfrau“) von Giovanni Andrea Bertanza, das Altarbild „Madonna der Herrlichkeit und Mysterien“ von Bernardino Gandino sowie Gemälde von Andrea Celesti.